# Banten (stad)

Het sultanaat Banten.

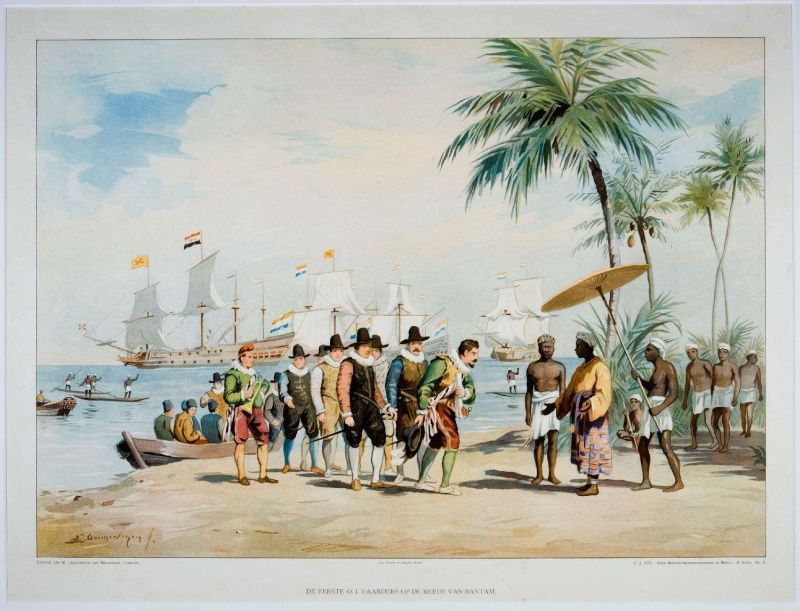
Schoolplaat van Adriaan Groenewegen. Cornelis de Houtman komt aan in Banten.

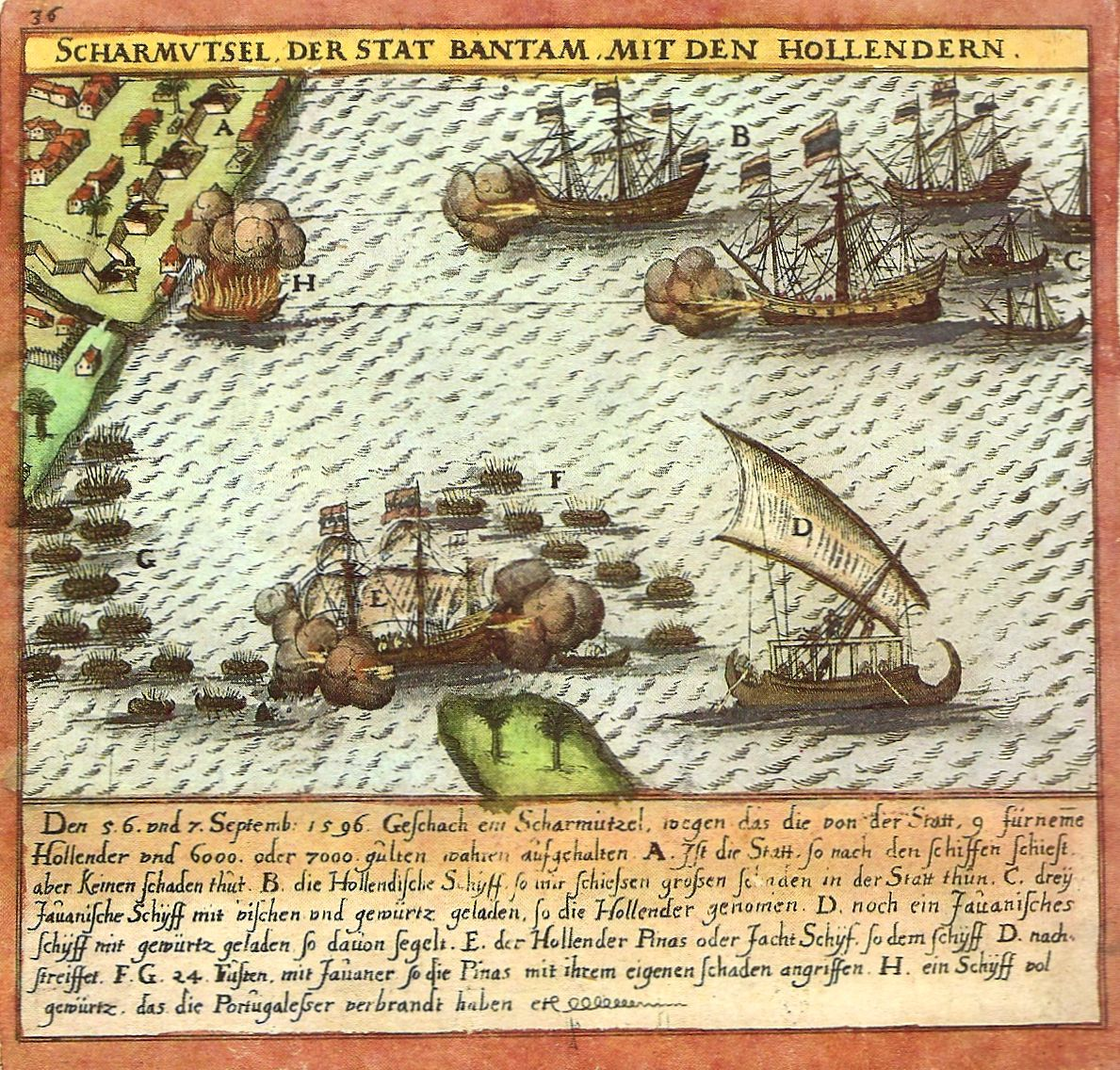
Beschieting op de stad Banten in 1596 en een tegenaanval met prauwen.

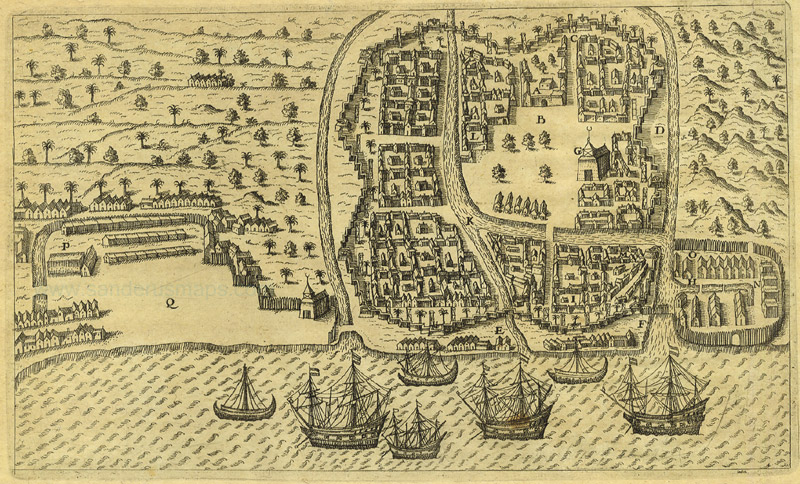
Banten gezien vanuit het noorden, met de vier schepen betrokken bij de Eerste Schipvaart, door Theodoor de Bry.

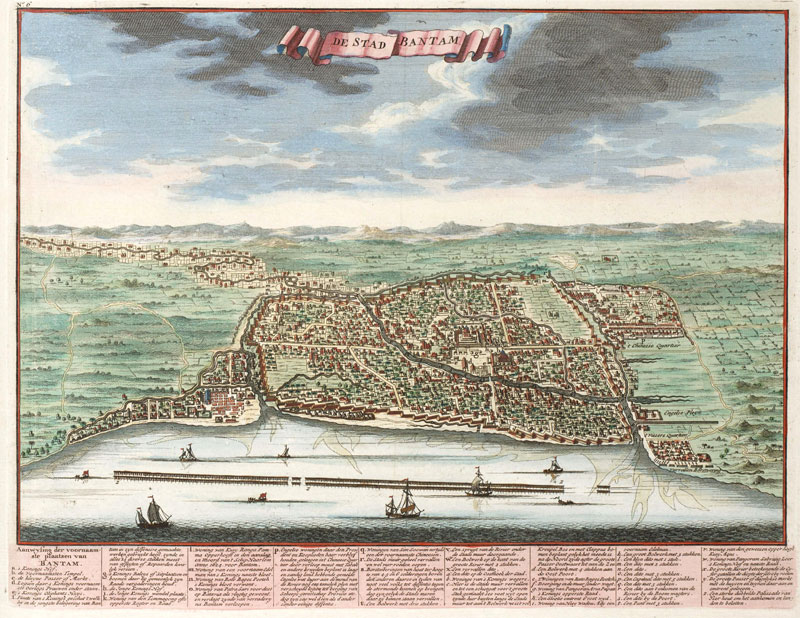
Banten in 1724, met zijn drie rivieren.

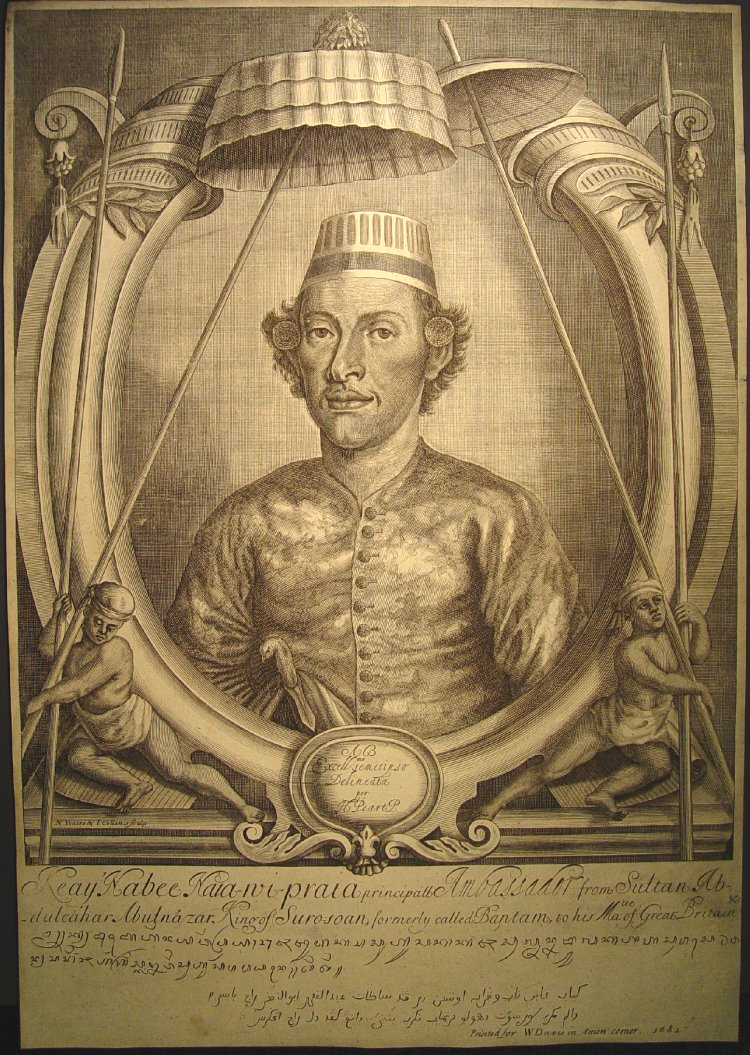
Sultan Agoeng van Banten, die regeerde van 1651-1682. Onno Zwier van Haren wijdde een toneelstuk aan Agon, sultan van Banten.

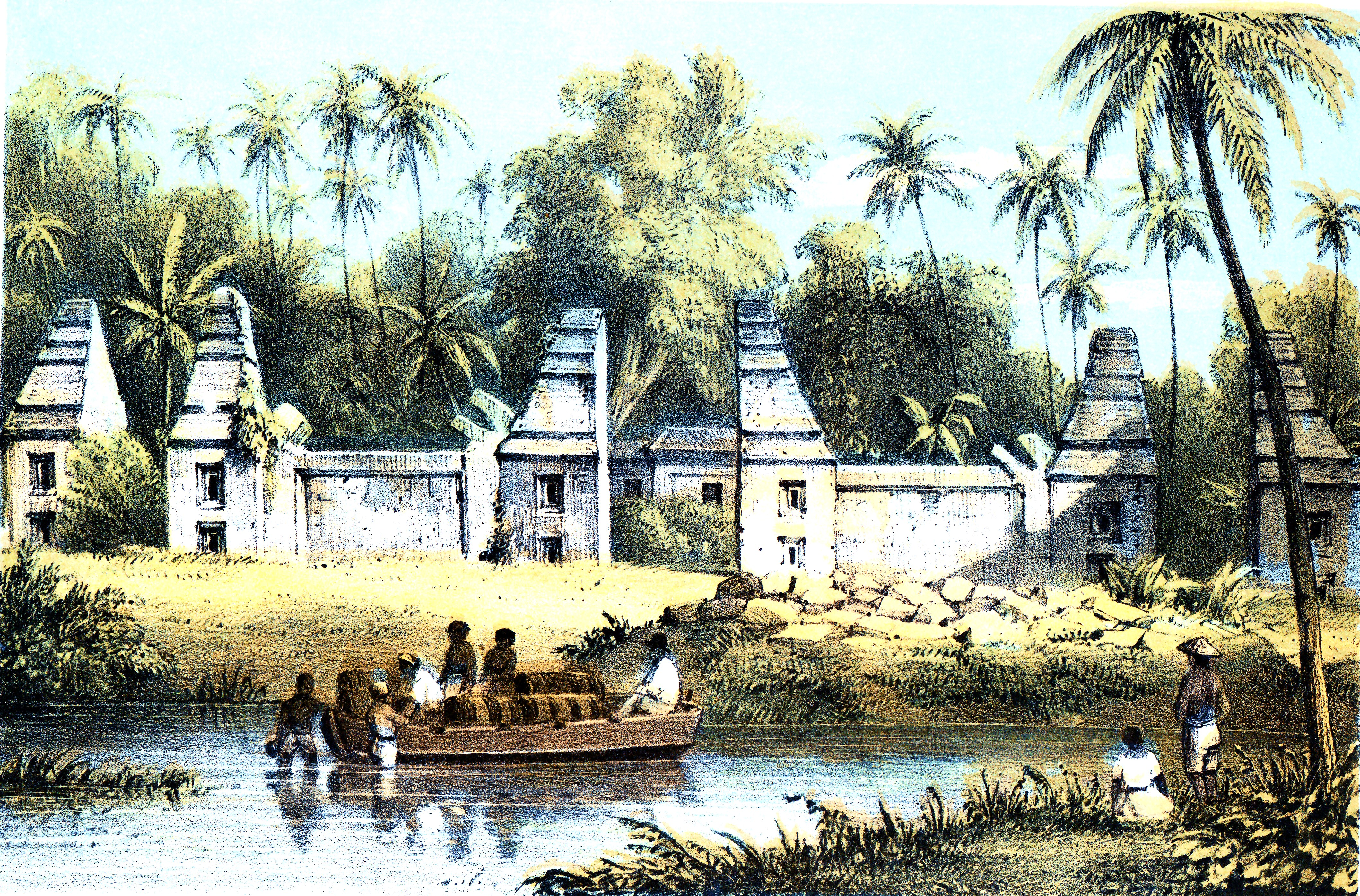
Ruïne van de Dalam van Banten.

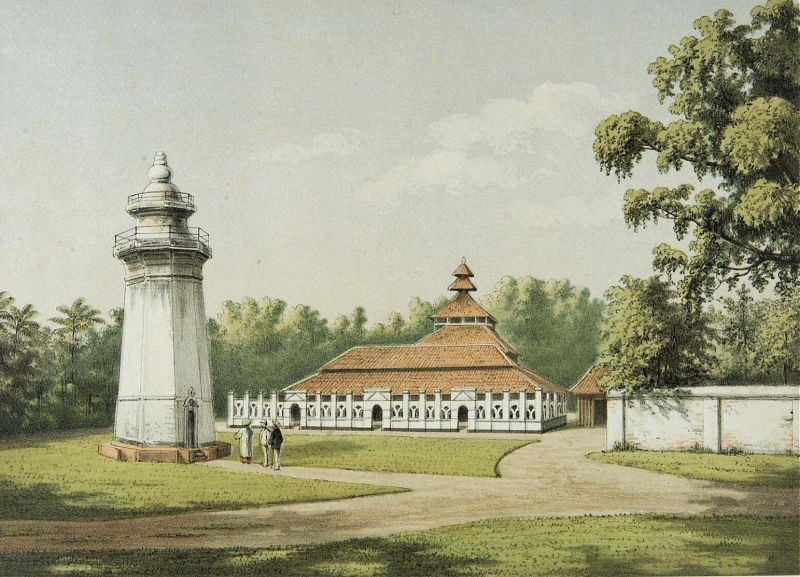
De oude moskee van Banten, Agung Banten. In de toren stond een trommel opgesteld, die mijlenver te horen was.

Banten, ook bekend als Bantam, is een havenstad in het uiterste noordwesten van Java, nabij de Straat Soenda in de gelijknamige provincie. Banten ligt aan de voet van een berg, waar twee rivieren aan weerskanten van de stad uitmonden in zee en een derde de stad doorsnijdt, waardoor het een natuurlijke bescherming heeft.
Banten was vroeger een strategisch belangrijke plaats en een voorname handelsstad met een veilige haven aan de Baai van Banten. De haven vormde voor de lichtere vrachten een goede doorgang naar de binnenlanden. Het voormalige Oude Banten was indertijd de hoofdstad van het sultanaat. Van de oude sultanstad is vandaag niet veel over.

## Historie
In de vijfde eeuw was Banten onderdeel van het koninkrijk Taroemanagara. Na de ineenstorting van het koninkrijk van Tarumanagara, die plaatsvond na een aanval door het koninkrijk Srivijaya, ging de macht in westelijk Java over in handen van het koninkrijk Soenda.
Een Chinese bron, de Chu-fan-chi, geschreven omstreeks 1200 door Zhao Rugua, meldde dat in de vroege dertiende eeuw het rijk Srivijaya nog steeds de macht had op Sumatra, het schiereiland Malakka en westelijk Java (het koninkrijk Soenda). Deze bron noemt de haven van Soenda als strategisch en meldde verder dat de zwarte peper van Soenda tot de beste in de wereld behoorde.
De meeste inwoners leefden van de landbouw; hun houten huizen waren bedekt met palmbladeren en gebouwd op palen. Zij werden geplaagd door dieven en rovers. Het is zeer waarschijnlijk dat daar waar Chou-Ju-kua de haven van Soenda noemde, hij eigenlijk die van Banten bedoelde.
In 1522 kwamen de Bantenmers in aanraking met Portugezen uit Malakka. Volgens de Portugese ontdekkingsreiziger Tome Pires was in de vroege zestiende eeuw de haven van Banten een van de belangrijkste van het koninkrijk Soenda, samen met die van Pontang, Cheguide, Tangaram, Calapa en Chimanuk, (het estuarium van de Cimanukrivier). Doordat Banten een handelsstad was, kwamen er in de vroege zestiende eeuw al snel Islamitische invloeden. In 1527 werd Banten de zetel van het invloedrijke Sultanaat Banten. Na de ontdekking van de tegen het Sultanaat Demak gerichte Portugese-Soendanese alliantie, beval de vorst in 1527 de invasie van Banten en Soenda Kelapa, havens van het koninkrijk Soenda. De stad Soenda Kelapa werd later omgedoopt tot Jayakarta. Deze gebieden maakte hij tot het nieuwe sultanaat Banten, een vazalstaat van Demak onder de regering van Hasanudin, zoon van Goenoengjati.
Sultan Maulana Hasanudin (overleden in 1570) was de eerste Islamitische vorst. De stad werd bewoond door Javanen en bezocht door Chinezen, Portugezen, Arabieren, Perzen, Guzeratters, Moren, Hindoestanen, Bengalezen, Peguanen, Maleiers, Siamezen, Molukkers en Makassaren, die allemaal in Banten winst probeerden te maken. Dagelijks vonden drie markten plaats.
Buitenlanders woonden niet binnen, maar buiten de anderhalf meter dikke muren. De Portugezen hadden, alhoewel ze veel geld hadden geboden, geen toestemming een fort te bouwen op een eiland voor de kust.

## De VOC op Banten

### Eerste Schipvaart
Op 15 juni 1596 kwamen vier schepen met onder andere Cornelis de Houtman. Na veertien maanden onderweg te zijn geweest. Er was weinig wederzijds vertrouwen en de onderhandelingen over de aankoop van peper mislukten. De Portugezen slaagden erin de inlanders over te halen Cornelis de Houtman te doen gevangennemen. De vloot legde daarop een blokkade voor de baai en beschoot de stad. Vanwege de afstand konden de schepen niet veel schade aanrichten. Twee inheemse scheepjes met specerijen werden buitgemaakt. Begin oktober kwamen de Hollanders overeen de gouverneur 2.000 realen te geven om de gijzelaars vrij te krijgen. De Portugezen schijnen daarop 10.000 realen te hebben geboden voor een handelsovereenkomst en de Nederlanders hadden het nakijken. Op 11 oktober kwamen de gevangenen vrij. Het werd hen duidelijk dat ze de volgende keer andere producten zouden moeten leveren, zoals textiel uit India. Na een gerucht over een naderende Portugese oorlogsvloot, vertrokken ze in november naar het nabijgelegen Jacatra.

### Tweede Schipvaart
Op 26 november 1598 arriveerden op de rede van Banten de schepen onder Jacob van Neck. Op oudejaarsdag arriveerden de schepen onder Wybrand van Warwijck die tot dezelfde vloot behoorde en vandaag de dag bekendstaat als de Tweede Schipvaart. De Portugezen waren uit de gratie geraakt en op 11 januari 1599 stak de rijk beladen retourvloot van wal.
In 1600 besloten drie vloten die in Banten lagen onder de admiraals Jacobus Willekens, Pieter Both en Steven van der Hagen onderling prijsafspraken te maken en gezamenlijk peper in te kopen.
Claes Symonsz. Meebael is door Wilkens achtergelaten om de handelscontacten uit te breiden.

### Vijfde Schipvaart
In december 1601 raakten Wolfert Harmensz en Willem Cornelisz Schouten, uitgezonden door de Oude Compagnie, slaags met de Portugezen in de Slag bij Bantam. Zij zijn vervolgens met veel eerbetoon binnen gehaald en wisten een verbond te sluiten met de sultan. In februari 1602 kwam Jacob van Heemskerk aan.
Ook de Engelsen, onder leiding van James Lancaster, vestigden een permanente handelspost in Banten. De voorcompagnieën beconcurreerden elkaar sterk en de winsten daalden. Wybrand van Warwijck die op 27 april 1603 aankwam, na een zeereis van 317 dagen, vestigde een factorij bij Banten, waar het belangrijkste handelsproduct zwarte peper kon worden verzameld.

### VOC
In december 1604 kwam de vloot van Steven van der Hagen met onder andere Willem Jansz, schipper op de Duyfken aan. Het was de eerste tocht in opdracht van de pas opgerichte Vereenigde Oostindische Compagnie (VOC).
In 1605 woonden er ongeveer honderd VOC-werknemers in Banten. In 1607 werd Jacques l'Hermite benoemd als hoofd van de factorij. Op 5 of 8 januari 1608 kwam Paulus van Caerden die een mislukte aanval op de Portugezen in Mozambique had gedaan op Banten aan. Hij ontmoette l'Hermite en Cornelis Matelieff, die hem doorstuurden naar Ambon.
Op 15 februari 1609 kwam Pieter Willemsz. Verhoeff met een aanzienlijk vloot. Banten was in twee kampen verdeeld, vanwege een troonopvolging. De rijksbestuurder was in het voorafgaande jaar vermoord. Verhoeff bracht het ontwerp mee van een nieuwe overeenkomst met de sultan. Met het oog op het te verwachten Twaalfjarig Bestand zou de sultan worden beschermd tegen aanvallen van buiten af. In 1609 verhoogde Banten plotseling de in- en uitvoerrechten.
Op 1 oktober 1610 arriveerde de 'Hazewind' in Banten. Het jacht was naar Indië gezonden om het 12-jarig bestand aan te kondigen. Op 16 november arriveerde Cornelis Coomans bij Banten. In 1612 verklaarde Van Warwijck dat een beleg van de havenstad Banten zeer moeilijk uitgevoerd zou kunnen worden omdat de schepen vanwege een ondiepte niet dicht genoeg op de kust konden komen.
Toen Jan Pieterszoon Coen op 9 februari 1613 aankwam, bleek de factorij in brand te zijn gestoken door de inlanders. In oktober 1613 kwam Pieter Both  naar Banten om een onderzoek in te stellen naar het wanbeheer van de VOC-dienaren aldaar. Hij stelde Coen als boekhouder-generaal aan. Coen voelde zich in Banten van alle kanten bedreigd en noemde de sultan het "beest van Banten". Doordat Coen, die in 1614 de directie over de handelspost had gekregen erachter kwam dat Batavia een beter strategische plaats was dan Banten was het einde van Banten als belangrijke haven in zicht.
In 10 oktober 1616 arriveerde Joris van Spilbergen, die in opdracht van de VOC door de Straat Magellaan was gezeild.  Op 19 oktober kwam Pieter de Carpentier aan. Willem Cornelisz Schouten en Jacob le Maire arriveerden daar op 29 oktober met het schip de Eendracht, die door de Straat Le Maire en langs Kaap Hoorn een nieuwe route hadden gevaren. Coen nam de schepen en de goederen in beslag en nam de bemanning over omdat de expeditie was uitgerust door de Australische Compagnie, een concurrerende onderneming van Isaac le Maire.  
Op 9 april 1617 arriveerde Dirk Hartog met de Eendracht tot ontevredenheid van de bewindvoerders veel te laat in Banten. Ook Adriaen Maertensz. Block arriveerde in 1617 vanuit Ambon.
De Engelsen deden op 22 november 1617 een aanval op de Hollandse factorij te Banten. Ze vermoordden de bezetting waardoor de onderlinge verhouding nog slechter werd en de noodzakelijkheid van een krachtiger optreden tegenover de Engelsen ook door Laurens Reael werd ingezien. In 1618 besloot J.P. Coen het veld te ruimen en te beginnen met de bouw van een fort in Jacatra, waarop de Engelsen toestemming verkregen hun handelspost op Banten te versterken.
Uit het Journaal van Bontekoe blijkt dat het sultanaat Banten in 1619 de Nederlanders niet goed gezind was, en schipper Bontekoe is door Frederik Houtman, die met een grote vloot in de Straat Soenda voer, naar Batavia doorgestuurd.

## Banten zonder Nederlandse handelspost
In 1628 en 1629 deden het sultanaat Banten en Mataram in een gezamenlijke actie een aanval op Batavia. Cornelis van der Lijn tekende in 1645 een vredesverdrag met Banten. Wouter Schouten vermeldt dat de VOC in 1658 twee schepen voor de haven had opgesteld om de scheepvaart van de inlanders te beletten.
In 1659 werd opnieuw vrede gesloten met Banten en Batavia kon daardoor groeien.
In oktober 1677 namen Hendrik van Rheede en Constantin Ranst ontslag uit de Raad van Indië, nadat zij op bezoek waren geweest in Banten. In 1680 verklaarde Banten, dat bezig was zelfstandig een marine op te bouwen, de VOC opnieuw de oorlog.

## Banten bezet
In 1682 waren Isaac de l'Ostal de Saint-Martin en Francois Tack betrokken bij de onderwerping van de stad. Ze voeren met twaalf schepen naar de havenstad. Twee Engelse schepen gingen verloren in de zeeslag; de overige twee schepen sloegen op de vlucht. Toen het Engelse fort was veroverd is er £20.000 aan zilver en goud buitgemaakt. De Engelse vlag werd aan stukken gescheurd en als sjerp om het lijf gedragen. In 1683 gaf Banten zich over. De Engelsen verhuisden naar Benkoelen op Sumatra. Cornelis Speelman wist te bereiken dat Abdul, een neef van Hassan, op de troon werd gezet. Hij stichtte fort Speelwijk, van waaruit de zee gecontroleerd kon worden. Banten bleef vijandig tegenover Mataram en de Nederlanders.

## 18e en 19e eeuw
De VOC mengde zich rond 1733 in de troonopvolging in Banten.
"Frederik Julius Coyett op 22 december 1733 en Wijbrant Blom op 5 januari 1734
[zijn] teruggekeerd met een contract zonder vooraf kennis te hebben gegeven van de uitslag van
de twee belangrijkste onderhandelingspunten, noch van zijn terugkeer tezamen met een
Bantens gezantschap. Ontstemming over Bloms eigenmachtig optreden veroorzaakte wrijving over diens ontvangst. Het rapport is op 23 februari voltooid."
Ze wisten te bewerken dat Zain al Arifin, de VOC kandidaat, de nieuwe sultan werd. Zain al Arifin ging er meteen na zijn troonsbestijging toe over de VOC meer rechten in Banten toe te staan.
Tot 1813 is Banten een sultanaat gebleven en tot 1890 bleef het in dit islamitische gebied onrustig.
Zuid-Banten of Bantan-Kidoel of Lebak was de plaats waar het belangrijkste karakter van Multatuli's Max Havelaar optrad als assistent-resident. Tegenwoordig is Banten een kleine lokale zeehaven die economisch gezien overschaduwd wordt door de nabijgelegen haven van Merak. In Banten vormen Chinezen een belangrijk deel van de samenleving. In de stad staat de Chinese tempel Avalokiteshvara.

## Geboren
- Huibert Gerard Boumeester, luitenant-generaal, commandant van het Nederlands Indische leger